# Crazy Party
 (avril 2020).
Si vous disposez d'ouvrages ou d'articles de référence ou si vous connaissez des sites web de qualité traitant du thème abordé ici, merci de compléter l'article en donnant les références utiles à sa vérifiabilité et en les liant à la section « Notes et références ».
Pour le film Grandma's Boy de Fred C. Newmeyer avec Harold Lloyd sorti en 1922, voir Le Petit à Grand-maman.
Pour plus de détails, voir Fiche technique et Distribution.
Crazy Party (Grandma's Boy) ou Le Garçon à mamie au Québec est un film américain de Nicholaus Goossen sorti en 2006.

## Synopsis
A 35 ans, Alex (Allen Covert) est le testeur de jeux vidéo le plus âgé mais le plus doué qui soit. Dans sa vie, il n'y a pas grand-chose d'autre que ses manettes et le jeu qu'il développe en secret.
Parce que son colocataire a claqué tout l'argent du loyer avec des filles, Alex se retrouve obligé d'emménager chez sa grand-mère et ses deux copines bien frappées.
Prisonnier d'une cohabitation infernale, amoureux fou de sa nouvelle patronne, la très séduisante Samantha (Linda Cardellini), et menacé par le petit génie de la boîte qui tente de lui piquer son jeu, Alex va devoir découvrir s'il est aussi doué pour marquer des points dans la vie que dans ses jeux...

## Fiche technique
- Titre : Crazy Party
- Titre québécois : Le garçon à mamie
- Titre original : Grandma's Boy
- Autre titre original : Nana's Boy (premier titre)
- Réalisation : Nicholaus Goossen
- Scénario : Barry Wernick, Allen Covert et Nick Swardson
- Directeur de la photographie : Mark Irwin
- Producteur : Allen Covert
- Production : 20th Century Fox, Level 1 Entertainment, Happy Madison Productions
- Pays de production :  États-Unis
- Genre : Comédie
- Durée : 94 minutes
- Date de sortie en salles : 
  - États-Unis : 6 janvier 2006
  - France : 7 mars 2007

## Distribution
- Linda Cardellini (VFB : Delphine Moriau ; VQ : Manon Arsenault) : Samantha
- Allen Covert (VFB : Philippe Allard ; VQ : Daniel Picard) : Alex
- Peter Dante (VFB : Philippe Resimont ; VQ : Alain Zouvi) : Dante
- Shirley Jones (VFB : Francine Laffineuse ; VQ : Diane Arcand) : Grace
- Shirley Knight (VF : Nicole Shirer) : Bea
- Joel Moore (VFB : Aurélien Ringelheim ; VQ : Gilbert Lachance) : JP (crédité Joel David Moore)
- Kevin Nealon (VFB : Robert Guilmard ; VQ : Pierre Auger) : Mr Cheezle
- Doris Roberts (VFB : Nicole Valberg ; VQ : Élizabeth Lesieur) : grandma Lilly
- Nick Swardson (VFB : Thierry Janssen ; VQ : Hugolin Chevrette) : Jeff
- Jonah Hill (VFB : Frederik Haùgness ; VQ : Olivier Visentin) : Barry
- Kelvin Yu (VFB : Romain Barbieux ; VQ : Benoit Éthier) : Kane
- Chuck Church : Dan
- Scott Halberstadt : Bobby, collègue
- Heidi Hawking : milk maid
- Shana Hiatt: Pamela Mills